# Фредрік Лувен
Фредрік Лувен (швед. Fredrik Lovén; нар. 26 травня 1976) — колишній шведський тенісист.
Найвищу одиночну позицію світового рейтингу — 365 місце досяг 11 листопада 2002, парну — 210 місце — 12 листопада 2001 року.
Здобув 3 парні титули.

## Фінали ATP Челленджер і ITF Ф'ючерс

### Одиночний розряд: 4 (2–2)
| Легенда              |
| -------------------- |
| ATP Челленджер (0–0) |
| ITF Ф'ючерс (2–2)    |

| Фінали за покриттям |
| ------------------- |
| Тверде (0–2)        |
| Ґрунт (1–0)         |
| Трава (0–0)         |
| Килим (1–0)         |

| Результат | В-П | Дата     | Турнір                      | Рівень  | Покриття | Суперник           | Рахунок  |
| --------- | --- | -------- | --------------------------- | ------- | -------- | ------------------ | -------- |
| Перемога  | 1–0 | Лют 1998 | Велика Британія F2, Чигвелл | Ф'ючерс | Килим    | Росс Матесон       | 6–4, 6–1 |
| Поразка   | 1–1 | Бер 1998 | Греція F1, Seros            | Ф'ючерс | Тверде   | Патрік Фредрікссон | 2–6, 2–6 |
| Перемога  | 2–1 | Сер 1998 | Бельгія F2, Шарлеруа        | Ф'ючерс | Ґрунт    | Режинальд Віллем   | 6–0, 6–3 |
| Поразка   | 2–2 | Вер 2002 | Швеція F2, Гетеборг         | Ф'ючерс | Тверде   | П'єр Бернтссон     | 2–6, 3–6 |

### Парний розряд: 25 (17–8)
| Легенда              |
| -------------------- |
| ATP Челленджер (3–3) |
| ITF Ф'ючерс (14–5)   |

| Фінали за покриттям |
| ------------------- |
| Тверде (6–3)        |
| Ґрунт (5–2)         |
| Трава (1–0)         |
| Килим (5–3)         |

| Результат | В-П  | Дата     | Турнір                                | Рівень     | Покриття | Партнер            | Суперники                             | Рахунок                 |
| --------- | ---- | -------- | ------------------------------------- | ---------- | -------- | ------------------ | ------------------------------------- | ----------------------- |
| Перемога  | 1–0  | Лют 1998 | Велика Британія F1, Bramhall          | Ф'ючерс    | Килим    | Матіас Гельстрем   | Марк Меррі Мозе Наварра               | 7–6, 6–1                |
| Перемога  | 2–0  | Лют 1998 | Велика Британія F3, Істборн           | Ф'ючерс    | Килим    | Калле Флюґт        | Баррі Кован Том Спінкс                | 6–7, 6–4, 6–4           |
| Поразка   | 2–1  | Бер 1998 | Греція F1, Seros                      | Ф'ючерс    | Тверде   | Патрік Фредрікссон | Фредрік Берг Ян Германссон            | 3–6, 2–6                |
| Поразка   | 2–2  | Тра 1998 | Німеччина F8, Швайгерн                | Ф'ючерс    | Ґрунт    | Тобіас Гільдебранд | Томаш Цибулець Петр Ковачка           | 6–3, 3–6, 6–7           |
| Перемога  | 3–2  | Лип 1998 | Тампере, Фінляндія                    | Челленджер | Ґрунт    | Тобіас Гільдебранд | Юліан Ноул Крістоф Рохус              | 7–6, 1–6, 6–0           |
| Перемога  | 4–2  | Вер 1999 | Швеція F1, Гетеборг                   | Ф'ючерс    | Тверде   | Роберт Ліндстедт   | Мітті Арнолд Томас Блейк              | 3–6, 6–3, 7–6           |
| Поразка   | 4–3  | Жов 1999 | Швеція F2, Гетеборг                   | Ф'ючерс    | Тверде   | Роберт Ліндстедт   | Мітті Арнолд Томас Блейк              | 6–1, 6–7, 5–7           |
| Перемога  | 5–3  | Жов 1999 | Велика Британія F10, Единбург         | Ф'ючерс    | Тверде   | Джеймс Девідсон    | Андреас Таттермуш Робін Вік           | 6–3, 7–6                |
| Поразка   | 5–4  | Січ 2000 | Гайльбронн, Німеччина                 | Челленджер | Килим    | Магнус Ларссон     | Ян Сімерінк Джон ван Лоттум           | 5–7, 6–7(6–8)           |
| Перемога  | 6–4  | Лют 2000 | Велика Британія F2, Чигвелл           | Ф'ючерс    | Килим    | Джеймс Девідсон    | Максім Боє Іво Карлович               | 7–6(7–1), 7–6(7–5)      |
| Поразка   | 6–5  | Бер 2000 | Франція F7, Пуатьє                    | Ф'ючерс    | Килим    | Роберт Ліндстедт   | Максім Боє Іво Карлович               | 7–5, 3–6, 6–7(1–7)      |
| Перемога  | 7–5  | Вер 2000 | Швеція F1, Гетеборг                   | Ф'ючерс    | Килим    | Роберт Ліндстедт   | Андреас Таттермуш Ульріх Тіппенгауер  | 6–2, 6–4                |
| Перемога  | 8–5  | Лют 2001 | Вольфсбург, Німеччина                 | Челленджер | Килим    | Роберт Ліндстедт   | Ян Борушевскі Маркус Менцлер          | 7–6(8–6), 6–7(7–9), 6–4 |
| Перемога  | 9–5  | Тра 2001 | Велика Британія F5, Ньюкасл-апон-Тайн | Ф'ючерс    | Ґрунт    | Ніклас Тімфйорд    | Стівен Ранджеловік Роберт Самуельссон | 6–3, 6–0                |
| Перемога  | 10–5 | Лип 2001 | Манчестер, Велика Британія            | Челленджер | Трава    | Вен Еллвуд         | Веслі Муді Шон Рудман                 | 4–6, 7–5, 6–4           |
| Поразка   | 10–6 | Вер 2001 | Фройденштадт, Німеччина               | Челленджер | Ґрунт    | Дамін Робертс      | Франц Штаудер Александер Васке        | 3–6, 6–4, 3–6           |
| Перемога  | 11–6 | Вер 2001 | Швеція F2, Гетеборг                   | Ф'ючерс    | Тверде   | Роберт Ліндстедт   | Даніель Андерссон Роберт Самуельссон  | 6–4, 6–4                |
| Поразка   | 11–7 | Бер 2002 | Нова Зеландія F1, Бленім              | Ф'ючерс    | Тверде   | Мелле ван Ґемерден | Ешлі Форд Девід Макнамара             | 1–6, 7–5, 4–6           |
| Перемога  | 12–7 | Тра 2002 | Німеччина F4, Арнсберг                | Ф'ючерс    | Ґрунт    | Деніс Ґремельмайр  | Віктор Йоніце Даніель Леске           | 6–1, 6–2                |
| Перемога  | 13–7 | Вер 2002 | Швеція F1, Гетеборг                   | Ф'ючерс    | Тверде   | Калле Флюґт        | Ріккард Гольмстрем Ніклас Тімфйорд    | 7–5, 5–7, 6–4           |
| Поразка   | 13–8 | Лют 2003 | Любек, Німеччина                      | Челленджер | Килим    | Роберт Ліндстедт   | Ота Фукарек Джордан Керр              | 3–6, 6–3, 3–6           |
| Перемога  | 14–8 | Кві 2003 | Німеччина F1, Гоенбрунн               | Ф'ючерс    | Ґрунт    | Роберт Ліндстедт   | Едуар Роже-Васслен Жо-Вілфрід Тсонга  | 6–4, 6–1                |
| Перемога  | 15–8 | Тра 2003 | Німеччина F2, Есслінген-на-Некарі     | Ф'ючерс    | Ґрунт    | Роберт Ліндстедт   | Себастьян Яґер Флоріан Єшонек         | 6–3, 6–4                |
| Перемога  | 16–8 | Вер 2003 | Швеція F1, Гетеборг                   | Ф'ючерс    | Тверде   | Матіас Гельстрем   | Марк Главати Зімон Штадлер            | 6–4, 6–4                |
| Перемога  | 17–8 | Вер 2003 | Швеція F2, Гетеборг                   | Ф'ючерс    | Тверде   | Матіас Гельстрем   | Лассі Кетола Янне Ояла                | 6–3, 7–5                |